# Hōtei Nomura
Pour les articles homonymes, voir Nomura.
Hōtei Nomura (野村芳亭, Nomura Hōtei), né le 13 novembre 1880 et mort le 23 août 1934, est un réalisateur, scénariste japonais.

## Biographie
Hōtei Nomura est impliqué dans le cinéma depuis ses toutes premières heures puisqu'il est l'assistant projectionniste de Katsutarō Inahara lorsque ce dernier importe au Japon un cinématographe d'Auguste et Louis Lumière. Il travaille aux éclairages et aux décors avant de rejoindre la Shōchiku en tant que réalisateur. Peu connu de nos jours du fait que la grande majorité de ses travaux sont perdus, il obtient en son temps des succès tant critiques que commerciaux.
Dans des films comme Shimizu no Jirōchō (清水の次郎長, 1922) et La Femme et les pirates (女と海賊, Onna to kaizoku, 1923) sur des scénarios de Daisuke Itō, Hōtei Nomura apporte un renouveau dans le jidai-geki (film d'époque) en faisant jouer des acteurs habituellement associés au gendaigeki (film contemporain). Ainsi, Yōtarō Katsumi frappe les spectateurs dans Shimizu no Jirōchō par des actions débridées complètement étrangères au style traditionnel du genre.
Hōtei Nomura est également connu pour avoir offert leur premier rôle à deux grandes actrices japonaises, il s'agit de Kinuyo Tanaka qui commence sa carrière à quatorze ans dans La Femme de l'ère Genroku (元禄女, Genroku onna, 1924), et de Hideko Takamine qui commence la sienne à cinq ans dans La Mère (母, Haha, 1929).
Hōtei Nomura est le père du réalisateur et scénariste Yoshitarō Nomura.
Il a réalisé plus de cent de films entre 1921 et 1934.

## Filmographie partielle

### Réalisateur

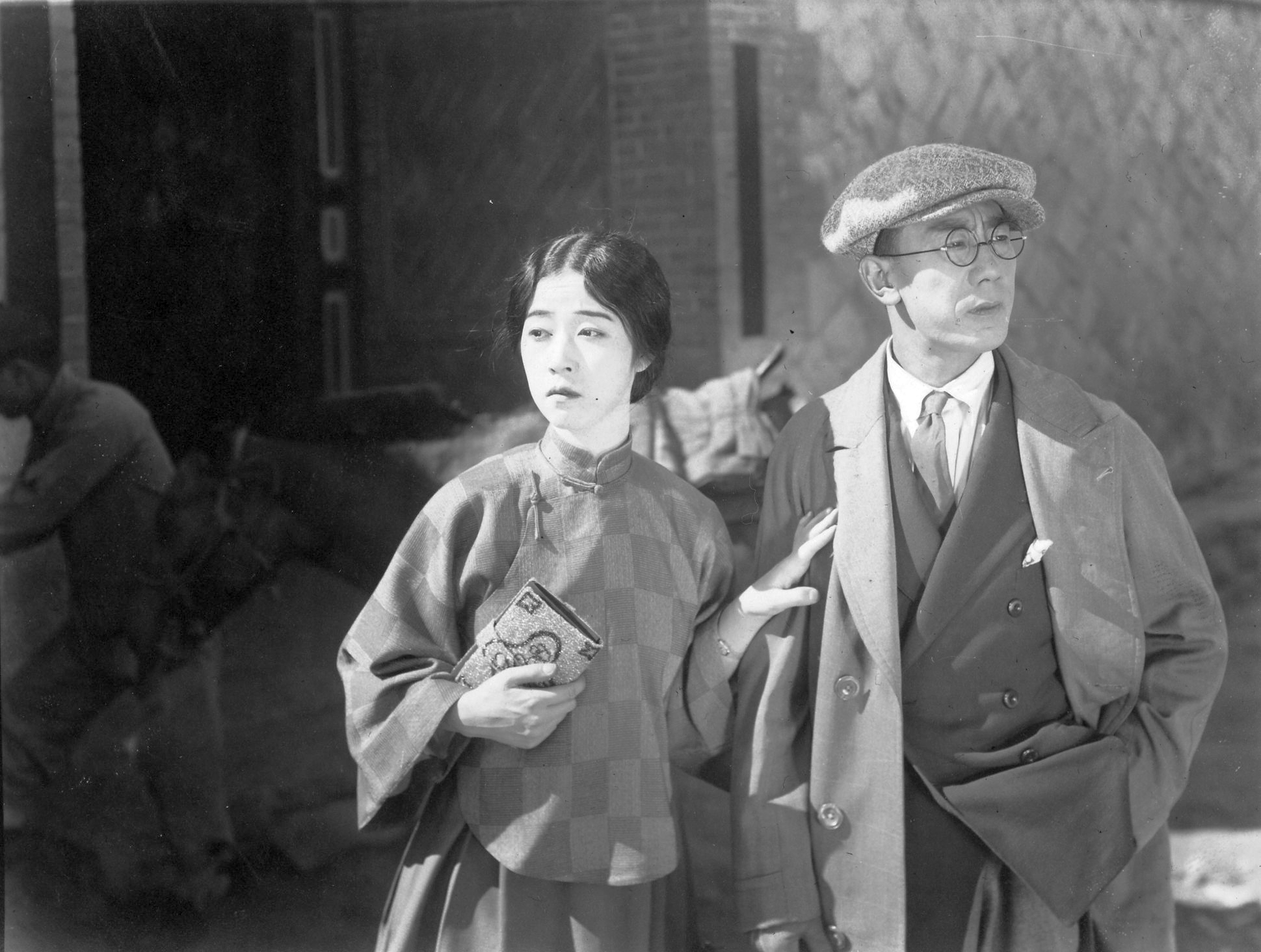
Yukiko Tsukuba et Masao Inoue dans Minzoku no sakebi (1928).

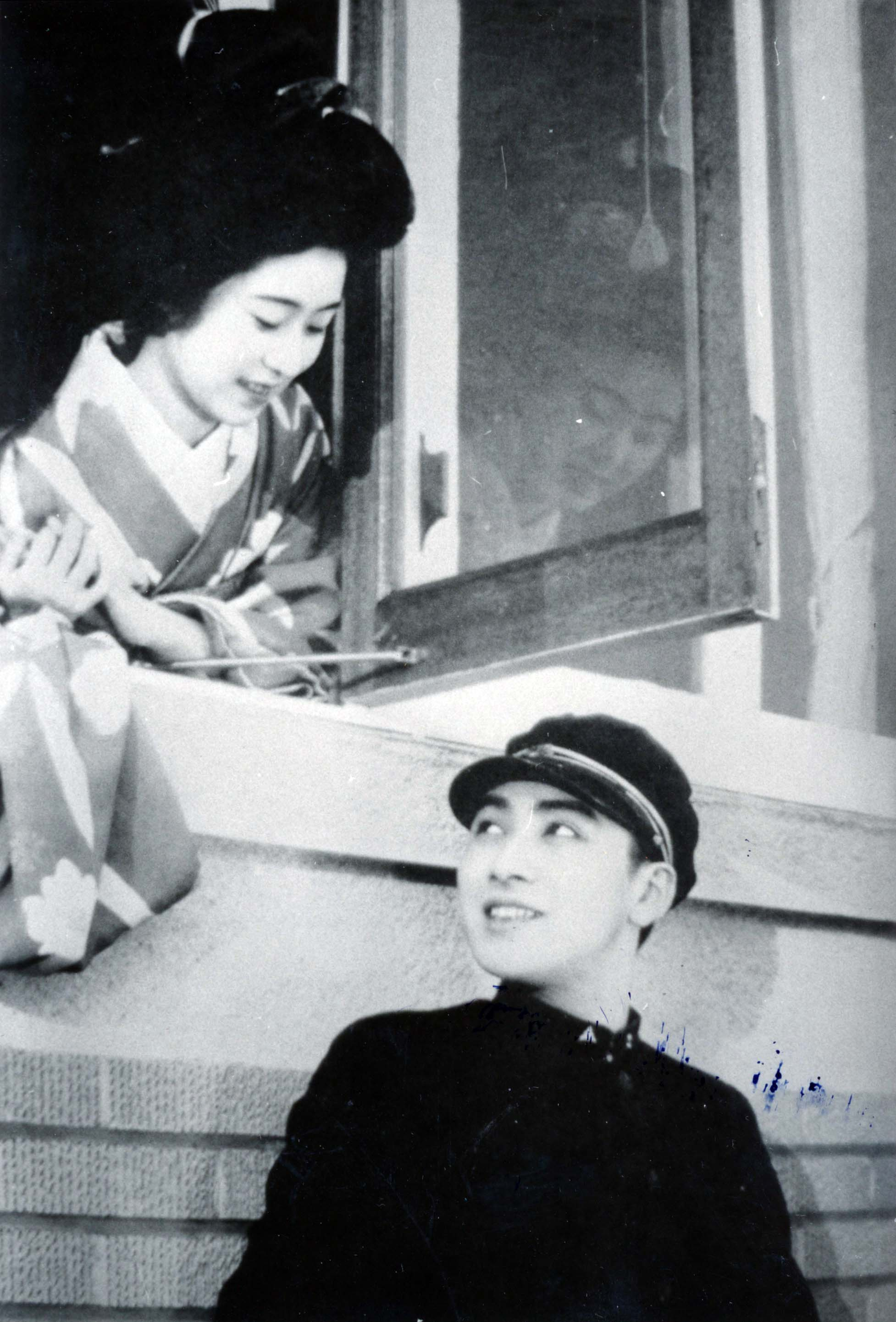
Kinuyo Tanaka et Kazuo Hasegawa dans Le Démon de l'or (1932).

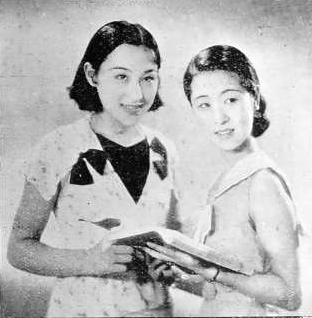
Yumeko Aizome et Kinuyo Tanaka dans Machi no bōfū (1934).

- 1921 : Yūkan uri (futari no yūkan uri) (夕刊売（二人夕刊売）?)
- 1921 : Hō no namida (法の涙?)
- 1921 : Tokkuri (徳利?)
- 1922 : Shimizu no Jirōchō (清水の次郎長?)
- 1922 : Eien no nazo (永遠の謎?)
- 1923 : Shiniyuku tsuma (死に行く妻?) coréalisé avec Yoshinobu Ikeda[6]
- 1923 : Nasuna koi (なすな恋?)
- 1923 : La Mère (母, Haha?)
- 1923 : Minuit dans une grande ville II (大東京の丑満時 第二篇 活劇の巻, Dai Tōkyō no ushimitsudoki - Dainihen: Katsugeki no maki?)[7]
- 1923 : La Femme et les pirates (女と海賊, Onna to kaizoku?)
- 1923 : Ohime kusa (お姫草?)
- 1923 : Yūhō shū (幽芳集?) coréalisé avec Yoshinobu Ikeda
- 1924 : Kanojo no unmei (彼女の運命?) coréalisé avec Yoshinobu Ikeda
- 1924 : Uso (嘘?) coréalisé avec Yoshinobu Ikeda
- 1924 : La Femme de l'ère Genroku (元禄女, Genroku onna?)
- 1924 : Mikazuki Oroku: zenpen (三日月お六 前篇?)
- 1925 : Mikazuki Oroku: kōhen (三日月お六 後篇?)
- 1926 : Dainankō (大楠公?)
- 1926 : Kara botan (カラボタン?)
- 1926 : Niwaka gyosha (俄か馭者?)
- 1926 : Kosumosu saku koro (コスモス咲く頃?)
- 1926 : Cinq intrigantes IV (妖婦五人女 第四篇 奥様お千枝, Yōfu gonin onna - daiyonhen: Okusama Ochie?)[8]
- 1927 : Kyūkanchō (九官鳥?)
- 1927 : Byakkotai (白虎隊?)
- 1928 : Tengoku no hito (天国の人?)
- 1928 : Bijin Kashima (美人かし間?)
- 1928 : Tomioka sensei (富岡先生?)
- 1928 : Toge no rakuen (棘の楽園?)
- 1928 : Natsu no hi no koi (夏の日の恋?)
- 1928 : Minzoku no sakebi (民族の叫び?)
- 1928 : Seishun kōkyōgaku (青春交響楽?)
- 1929 : La Mère (母, Haha?)
- 1929 : Hibari naku sato (雲雀なく里?)
- 1931 : Moyuru hanabira (燃ゆる花びら?)
- 1931 : Kaike ikutama (壊け行く珠?)
- 1931 : Bōfū-u no bara (暴風雨の薔薇?)
- 1931 : Ichitarō yāi (一太郎やあい?)
- 1931 : Reijin no bishō (麗人の微笑?)
- 1931 : Junan no onna (受難の女?)
- 1932 : Le Démon de l'or (金色夜叉, Konjiki yasha?)
- 1932 : Jinbin (人罠?)
- 1932 : Chikyōdai (乳姉妹?)
- 1932 : Shin Yotsuya kaidan (新四ツ谷怪談?)
- 1932 : Namida no hitomi (涙の瞳?)
- 1932 : Josei no kirifuda (女性の切札?)
- 1933 : Biwa uta (琵琶歌?)
- 1933 : Namida no wataridori (涙の渡り鳥?)
- 1933 : Shima no musume (島の娘?)
- 1933 : Seidon (晴曇?)
- 1933 : Tenryū kudareba (天竜下れば?)
- 1933 : Sasurai no otome (さすらいの乙女?)
- 1933 : Tōkyō ondo (東京音頭?)
- 1933 : Chinchōge (沈丁花?)
- 1933 : Hatsukoi no haru (初恋の春?)
- 1934 : Onna keizu (婦系図?)
- 1934 : Chijō no seiza: Chijō hen (地上の星座 前篇 地上篇?)
- 1934 : Chijō no seiza: Seiza hen (地上の星座 後篇 星座篇?)
- 1934 : Tone no asagiri (利根の朝霧?)
- 1934 : Machi no bōfū (街の暴風?)

### Scénariste
- 1924 : Le Pâturage du village (村の牧場, Mura no bokujo?) de Hiroshi Shimizu